# Riu d'Ancs
El Riu d'Ancs és un barranc dels antics termes de Montcortès de Pallars i Peramea, a l'actual terme municipal de Baix Pallars, de la comarca del Pallars Sobirà.
Es forma en ajuntar-se el Barranc del Ribetell amb el Barranc dels Castellassos, just a l'oest de la Solana dels Torroissos, a migdia de la Borda del Sastre i a prop i al nord-est del poble d'Ancs. Baixa sobretot cap al sud, però fent nombroses inflexions per l'accidentat de l'orografia per on discorre, la Vall d'Ancs. De seguida rep per l'esquerra el Barranc de Sant Jaume, i al cap de poc, també per l'esquerra, el Barranc des Casals. Passa al nord-oest de l'Obac d'Amont i al sud-est de la Borda del Jovanic, on rep per la dreta el Torrent de Riu.